# Pingqiao
För andra betydelser, se Pingqiao (olika betydelser).
Pingqiao är ett stadsdistrikt i Xinyangs stad på prefekturnivå i Henan-provinsen i centrala Kina. Det ligger omkring 300 kilometer söder om provinshuvudstaden Zhengzhou.
I Pingqiao ligger socknen Changtaiguan (长台关乡), som är av stor betydelse för arkeologin, på grund av utgrävningarna på fyndplatsen Changtaiguan Chumu (长台关楚简, "Chugravarna vid Changtaiguan"). 2006 ändrades namnet på socknen Changtaiguan till Changtai (长台乡).
Utgrävningarna skedde mellan 1957 och 1958, och i Chu-gravarna fanns bland annat bambutexter, lackvaror och musikinstrument. Man fann också två gravar från De stridande staternas tid. De konfucianska texterna från grav 1 väckte särskilt intresse.